# Zoll- und Packhaus

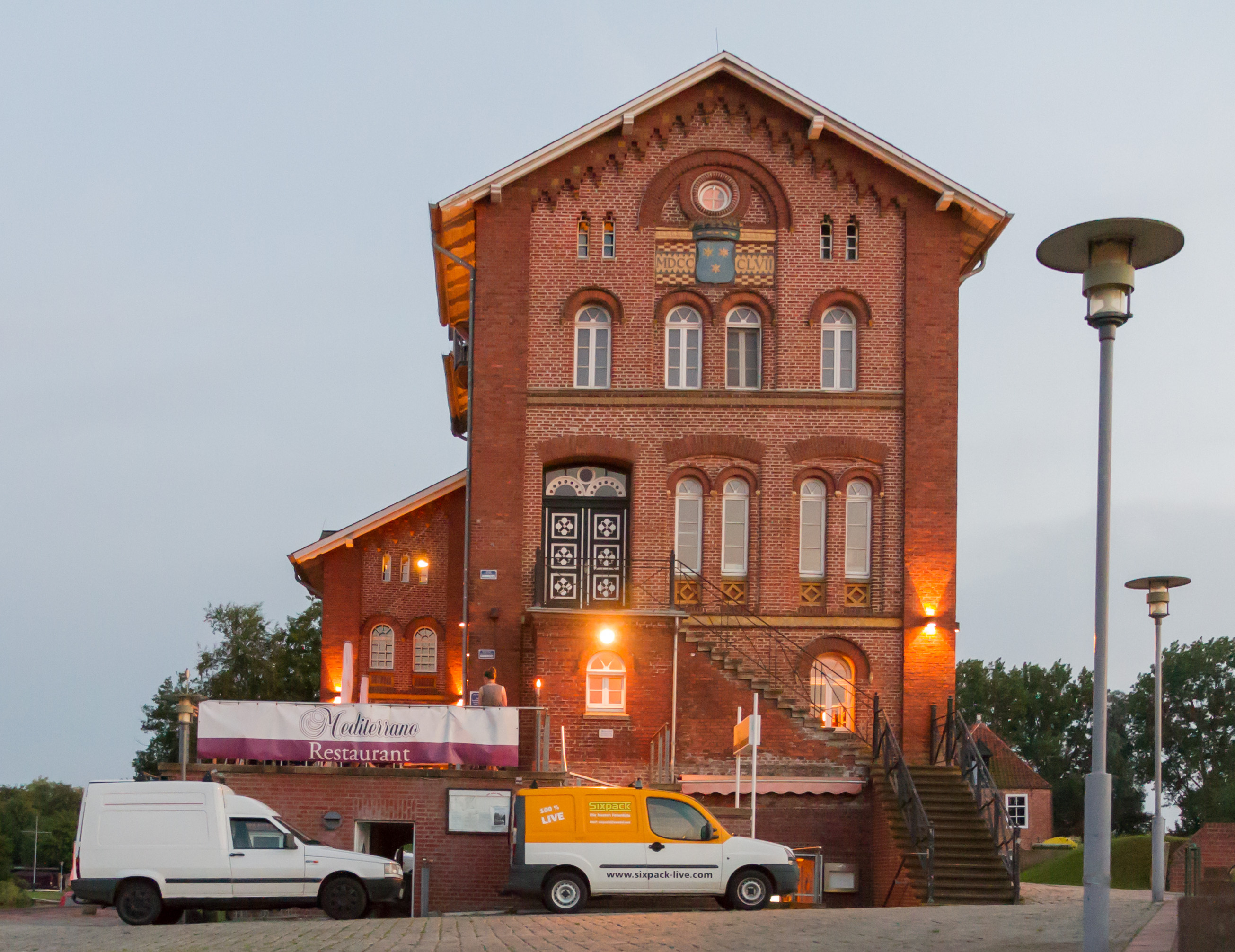
Der mit dem Wappen der Stadt Norden geschmückte Giebel des alten Zoll- und Packhauses.

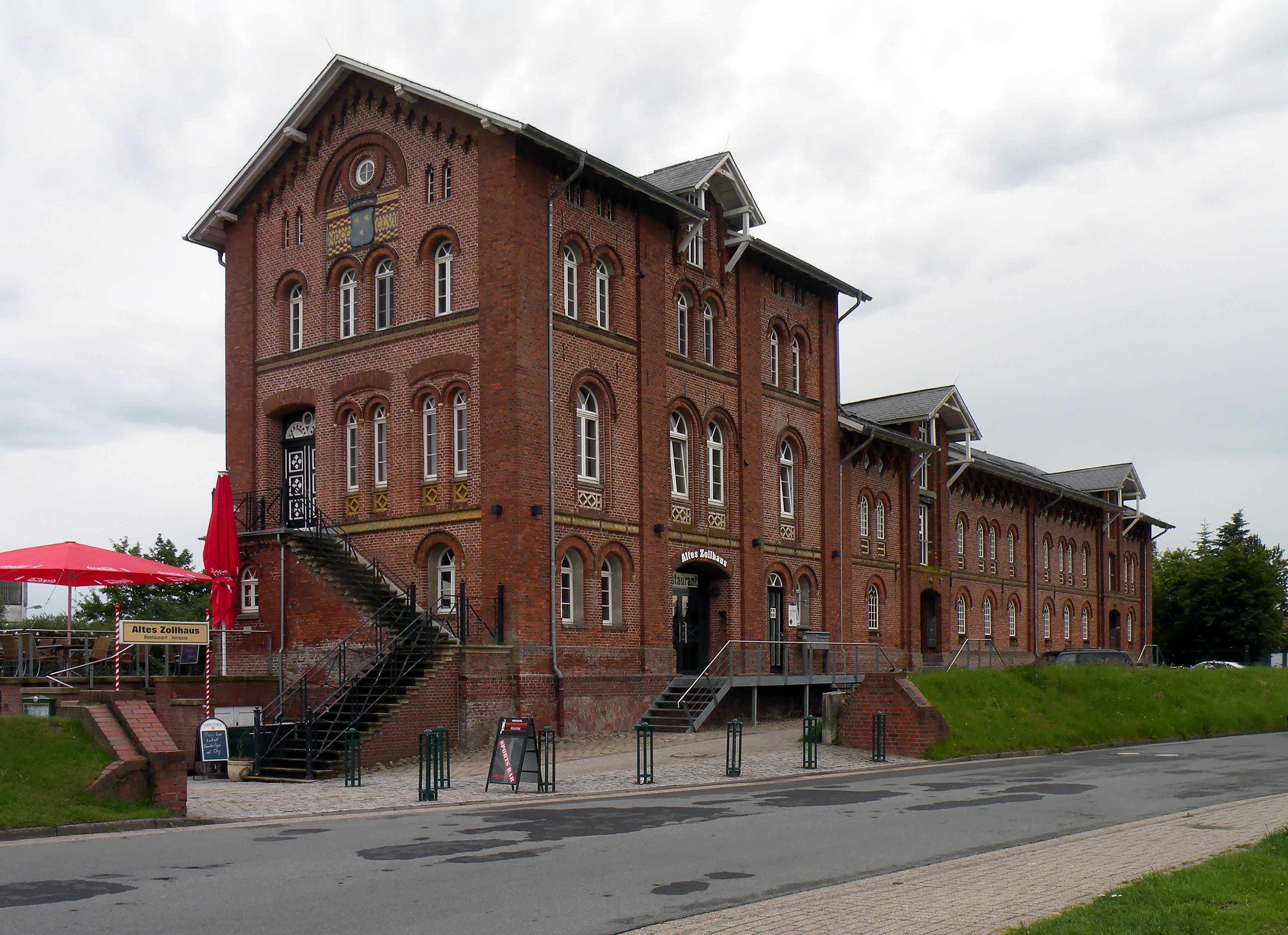
Seitenansicht des Gebäudes

Das Zoll- und Packhaus ist ein denkmalgeschütztes Gebäude aus dem 19. Jahrhundert in der ostfriesischen Stadt Norden, in Niedersachsen. Es hat die Adresse Am Hafen 1.
Norden hatte durch eine Ausweitung der Leybucht seit dem 14. Jahrhundert direkten Zugang zum Meer. So entstand im Südbereich der Stadt ein Seehafen, der bis weit ins 19. Jahrhundert hinein Bedeutung hatte und der Stadt über einen langen Zeitraum eine wirtschaftliche Blüte bescherte, auch wenn sein Handel dem der Stadt Emden stets nachstand. Norden besaß eine eigene Handelsflagge, unter der Norder Schiffe Nord- und Ostsee befuhren. Im Jahre 1857 wurde das Zoll- und Packhaus erbaut. Es ist ein langgestreckter Backsteinbau. Er gilt als „bemerkenswert wegen seiner verhältnismäßig aufwendigen Detailformen, besonders reich der mit einem Wappen geschmückte Giebel zur Stadt.“ Im Jahr 1929 schränkte die Eindeichung des Leypolders, verbunden mit dem Bau des Leybuchtsiels, den Zugang der Stadt zum Meer weitgehend ein. Infolgedessen entwickelte sich der Hafen von Norddeich zunehmend zum wichtigeren des heutigen Stadtgebiets. Das Zollhaus wurde danach nicht mehr benötigt. In den Jahren 1998 bis 2000 wurde das Gebäude in Privatinitiative restauriert und für Wohn- und Restaurationszwecke hergerichtet.